# Thirty Seconds Over Tokyo
Thirty Seconds Over Tokyo é um filme estadunidense de 1944.

## Enredo
O filme é baseado na história verídica do Ataque Doolittle, a primeira ofensiva retaliatória dos Estados Unidos contra o Japão quatro meses após o ataque a Pearl Harbor, ocorrido em dezembro de 1941.

## Elenco
- Van Johnson - Ten. Ted W. Lawson
- Robert Walker - Cap. David Thatcher
- Tim Murdock - Ten. Dean Davenport
- Scott McKay - Capt. David M. "Davey" Jones
- Herbert Gunn - Ten. Bob Clever
- Don DeFore - Ten. Charles McClure
- Robert Mitchum - Ten. Bob Gray
- John R. Reilly - Ten. Jacob "Shorty" Manch
- Stephen McNally - Ten. Thomas "Doc" White
- Spencer Tracy - Ten. Col. James Doolittle
- Phyllis Thaxter - Ellen Lawson
- Donald Curtis - Ten. Randall
- Louis Jean Heydt - Ten. Henry Miller
- William Phillips - Ten. Don Smith
- Douglas Cowan - Ten. Everett "Brick" Holstrom

## Galeria de fotos

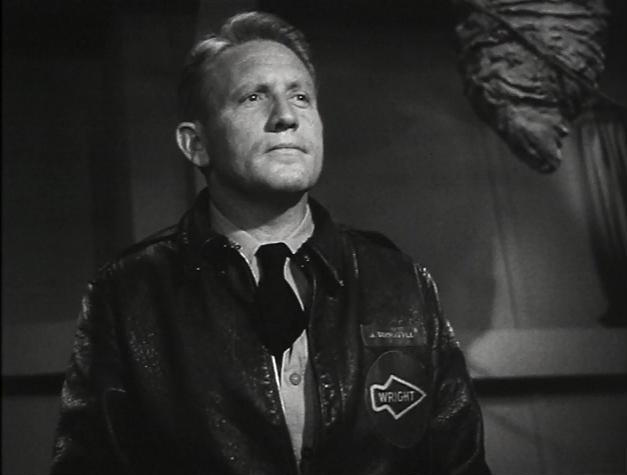
Spencer Tracy
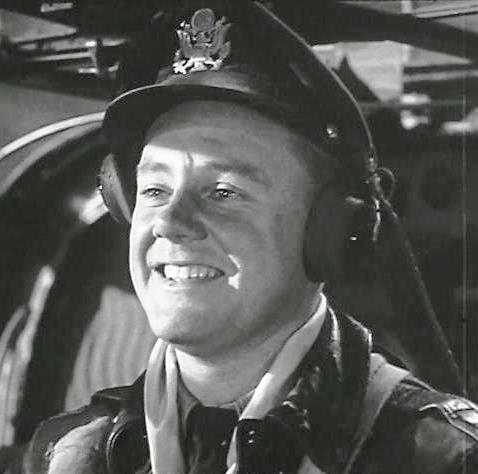
Van Johnson
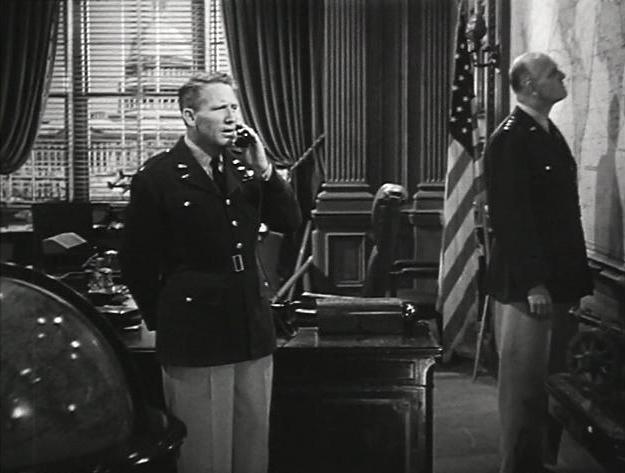
Spencer Tracy
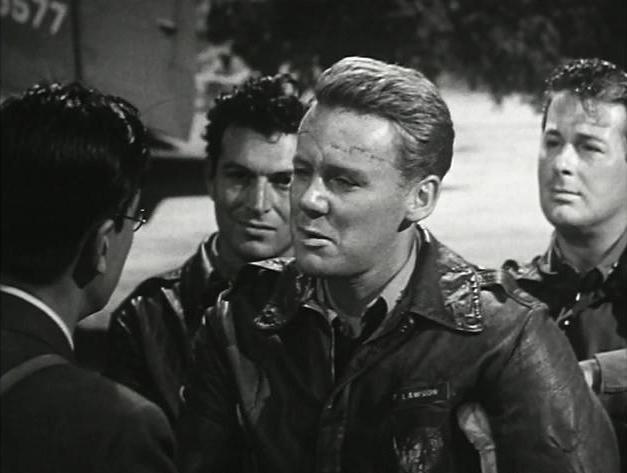
Van Johnson
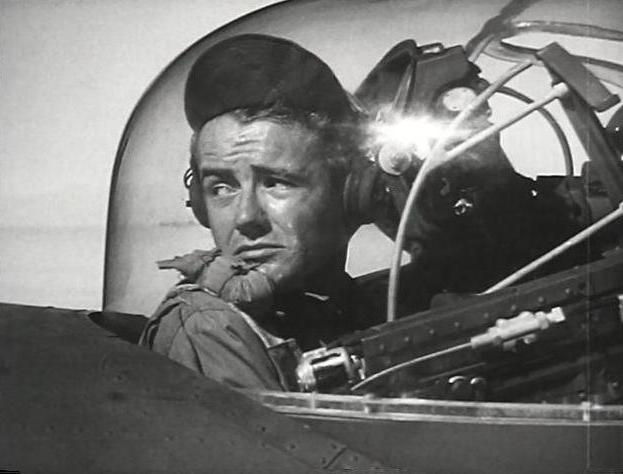
Robert Walker
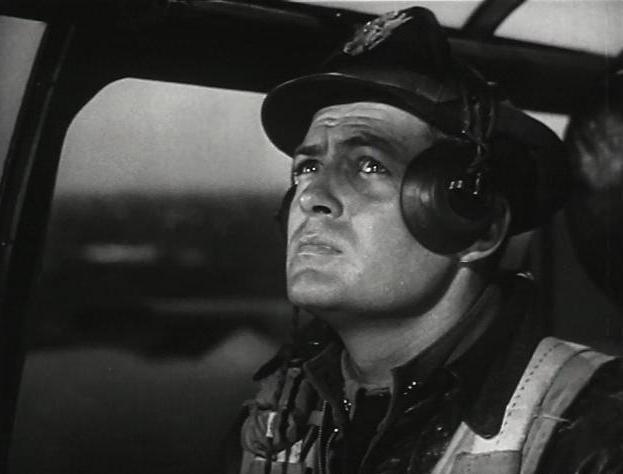
Tim Murdock